# Ropczycko-Sędziszowski
Ropczycko-Sędziszowski là một huyện thuộc tỉnh Podkarpackie của Ba Lan. Huyện có diện tích 548 km². Đến ngày 1 tháng 1 năm 2011, dân số của huyện là 72008 người và mật độ 131 người/km².